# 郝璜
郝璜（1409年—？），字廷器，河南汝寧府光州人，民籍。明朝政治人物。進士出身。

## 生平
河南鄉試第四名。正統七年（1442年）壬戌科會試第一百二十名，殿試登進士第三甲第八十名。

## 家族
曾祖郝聚。祖父郝興。父亲郝仲賢。